# Calybites hauderi
Calybites hauderi är en fjärilsart som först beskrevs av Hans Rebel 1906.  Calybites hauderi ingår i släktet Calybites och familjen styltmalar.
Artens utbredningsområde är:
- Österrike.
- Belgien.
- Tjeckien.
- Frankrike.
- Ungern.
- Italien.
- Rumänien.
- Schweiz.

Inga underarter finns listade i Catalogue of Life.